# كله جوب عليا يك (مقاطعة غيلانغرب)
كله‌جوب عليا يك (بالفارسية: کله‌جوب علیا یک) هي قرية تقع في منطقة مركزية ريفية في إيران. يقدر عدد سكانها بـ 223 نسمة .